# Magné, Vienne

Magné este o comună în departamentul Vienne, Franța. În 2009 avea o populație de 622 de locuitori.